# Зиновьево (Верхневолжское сельское поселение)
Зиновьево — деревня в Калининском районе Тверской области, входит в состав Верхневолжского сельского поселения. 

## География
Деревня расположена в 49 км на юго-запад от центра поселения деревни Квакшино и в 66 км на юго-запад от Твери.

## История

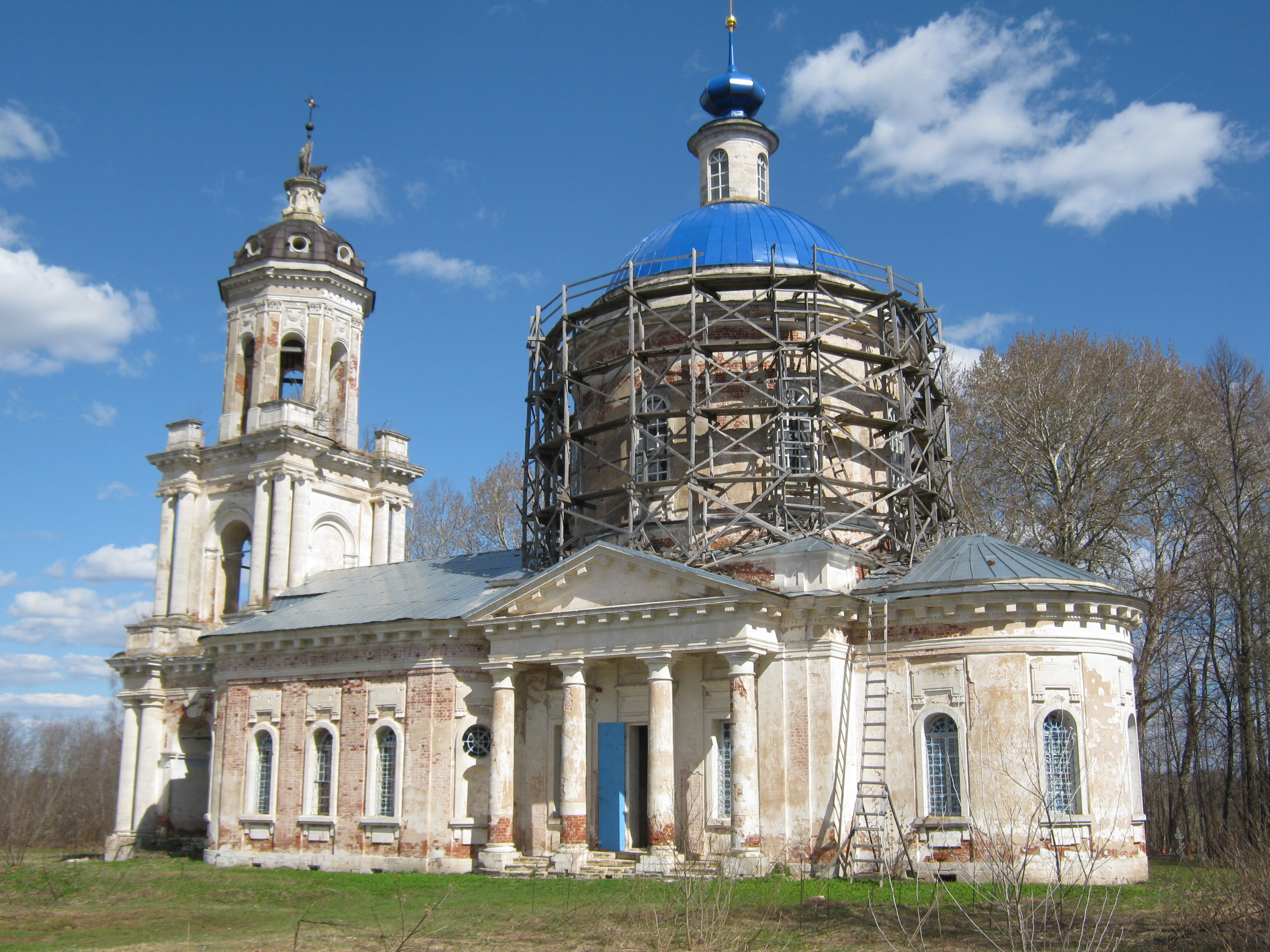
Церковь Рождества Пресвятой Богородицы. 2008 год

Церковь Рождества Пресвятой Богородицы в селе Зиновьево сооружена вместо деревянного храма Рождества Богородицы 1724 года по заказу помещика майора Александра Петровича Сытина, при котором здание было сооружено вчерне. Строительство началось в 1792 году по благословению Преосвященного Тихона епископа Тверского и Кашинского и завершилось при брате заказчика Андрее Петровиче Сытине. По его прошению в 1809 году, был освящен придел Всех Святых, в 1823 году - главный престол, а в 1826 году - придел Спаса Нерукотворного.
В конце XIX — начале XX века село входило в состав Гнездовской волости Старицкого уезда Тверской губернии. 
С 1929 года деревня входила в состав Нестеровского сельсовета Емельяновского района Тверского округа Московской области, с 1935 года — в составе Калининской области, с 1956 года — в составе Калининского района, с 1994 года — в составе Нестеровского сельского округа, с 2005 года — в составе Верхневолжского сельского поселения. 

## Население
| 1859 | 2002 | 2010 |
| ---- | ---- | ---- |
| 71   | ↘24  | ↘12  |

## Достопримечательности
В деревне расположена действующая Церковь Рождества Пресвятой Богородицы (1826).